# Hallux valgus

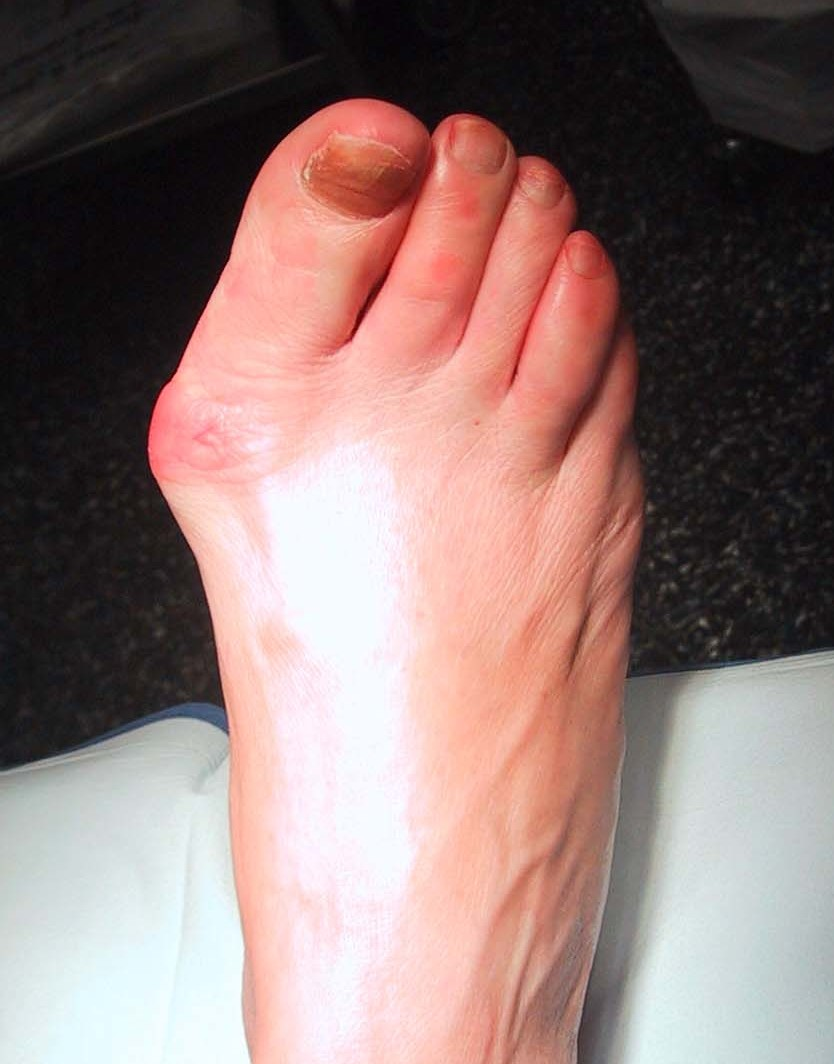
Hallux valgus

Hallux valgus är en snedställning av stortån. Om benet i stortån ligger snett, trycks tån mot de övriga tårna, medan den del av tåbenet som sitter närmast leden i stället trycks utåt. Åkomman är vanlig bland dansare. 
Hallux valgus orsakas av en kombination av faktorer, där skoval och ärftlighet är viktiga riskfaktorer. En trång sko kan bidra till att det efter hand gör mer ont i foten, i samband med att stortån ställs inåt och det bildas en bula på ledens utsida.
Den vanligaste behandlingen består av att undvika trånga och högklackade skor. Operation kan vara ett alternativ för personer som har svårt att gå i vanliga skor.
Hallux valgus kan göra att de andra tårna får ont om plats, kröks och bildar så kallade hammartår.
Hallux valgus orsaker:
Orsakerna till hallux valgus kan variera, men det finns några faktorer som kan öka risken för att utveckla detta tillstånd:
1. Ärftlighet: Om hallux valgus förekommer i din familj kan du även ha en högre risk att utveckla det.
2. Fotens struktur: Vissa människor har en anatomiskt predisponerad fotstruktur som gör dem mer benägna att utveckla hallux valgus.
3. Skor: Att bära trånga skor med höga klackar kan öka risken för hallux valgus, eftersom dessa skor kan tvinga tårna in i en onaturlig position.
4.Ålder: Risken för hallux valgus ökar även med åldern, och det är vanligare bland äldre vuxna.
5.Kön: Kvinnor är mer benägna att utveckla hallux valgus än män, sannolikt på grund av ökad användning av trånga och högklackade skor. Kvinnor löper ca 10 gånger större risk att drabbas av hallux valgus än män.
Symtom:
Hallux valgus kan vara smärtsamt och innebära flera obehagliga symptom, inklusive:
1.Smärta: Många människor med hallux valgus upplever smärta i området runt den stora tån och knölen på insidan av foten. Smärtan kan vara konstant eller uppstå när du går eller står länge.
2.Svullnad: Knölen på insidan av foten kan vara svullen och öm.
3.Nedsatt rörlighet: Deformiteten kan begränsa rörligheten i stortån och göra det svårt att böja den normalt.
4.Tryck och skav: På grund av den onaturliga tåpositionen kan det uppstå tryck och skav mot skor, vilket kan leda till skavsår och hudirritation.